# ヴィクトール・ジルベール
ヴィクトール・ジルベール（Victor Gabriel Gilbert、1847年2月13日 - 1933年7月21日）はフランスの画家である。パリの人々の生活を描いた。

## 略歴
パリで生まれた。13歳から装飾画家の見習いを始めた。後にエミール・アダン(Émile Adan)、ジュール・ルヴァッソール(Jules Gabriel Levasseur)、シャルル・ブッソン(Charles Busson)といった画家の弟子になった。
1873年にパリの展覧会に出展を始め、1880年のフランス芸術家協会の展覧会で入選した。1889年のパリ万国博覧会の展覧会でも入選し、ミュンヘンの国際展覧会にも出展した。
パリの街の庶民の日常生活を描いた作品や子供を題材に描いた。1880年代にパリの美術商、グーピル商会が、ジルベールの作品をもとに写真製版による複製版画を制作し広く販売したことによって人気を得た。毎年12月にクリスマス(Paris-Noël)のための出版物の挿絵を描いた。
1897年にレジオンドヌール勲章（シュヴァリエ）を受勲した。1914年にフランス芸術家協会の会員に選ばれた。
生涯をパリで過ごし、パリで亡くなった。

## 作品

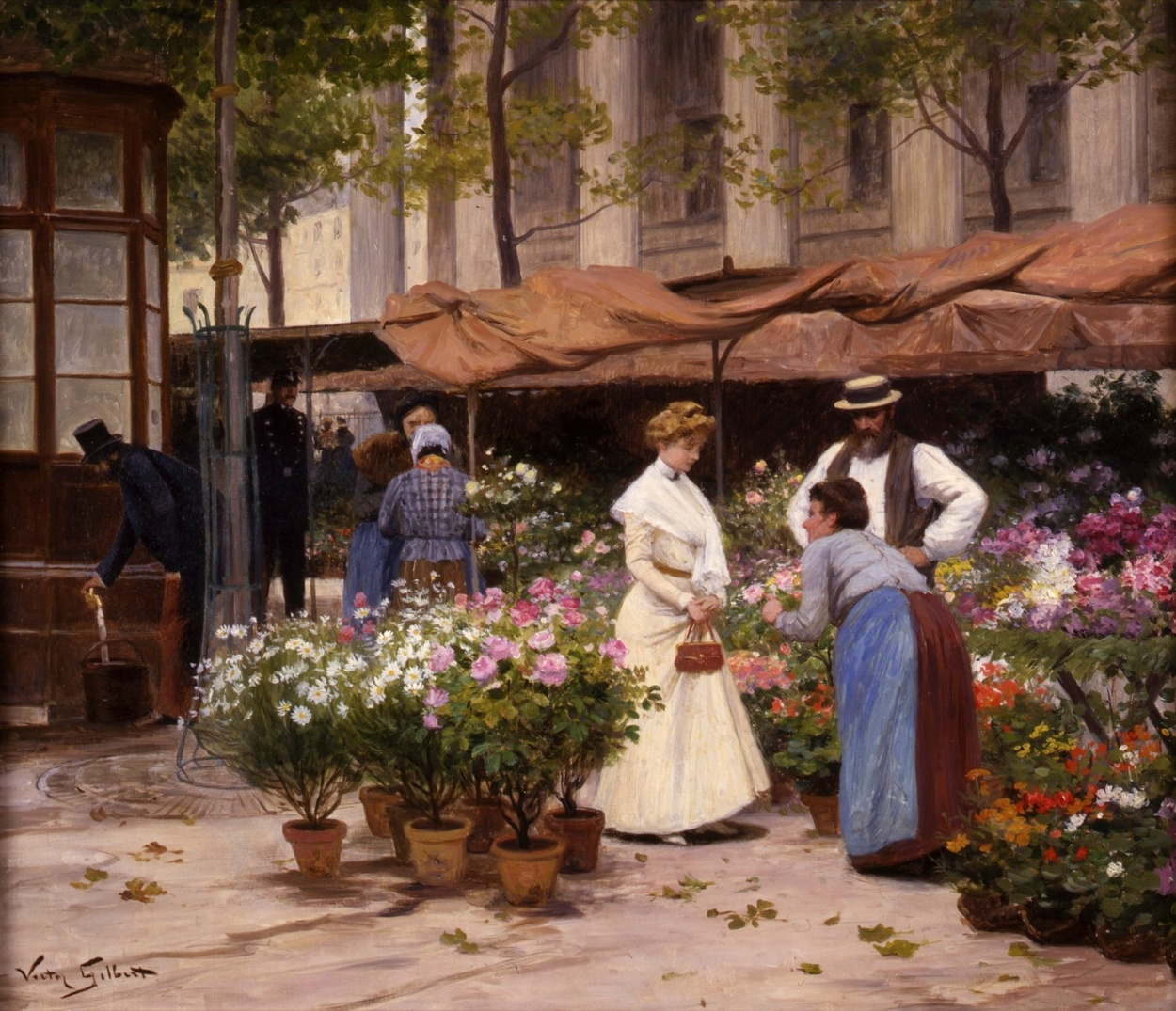
花市場 (c.1885)
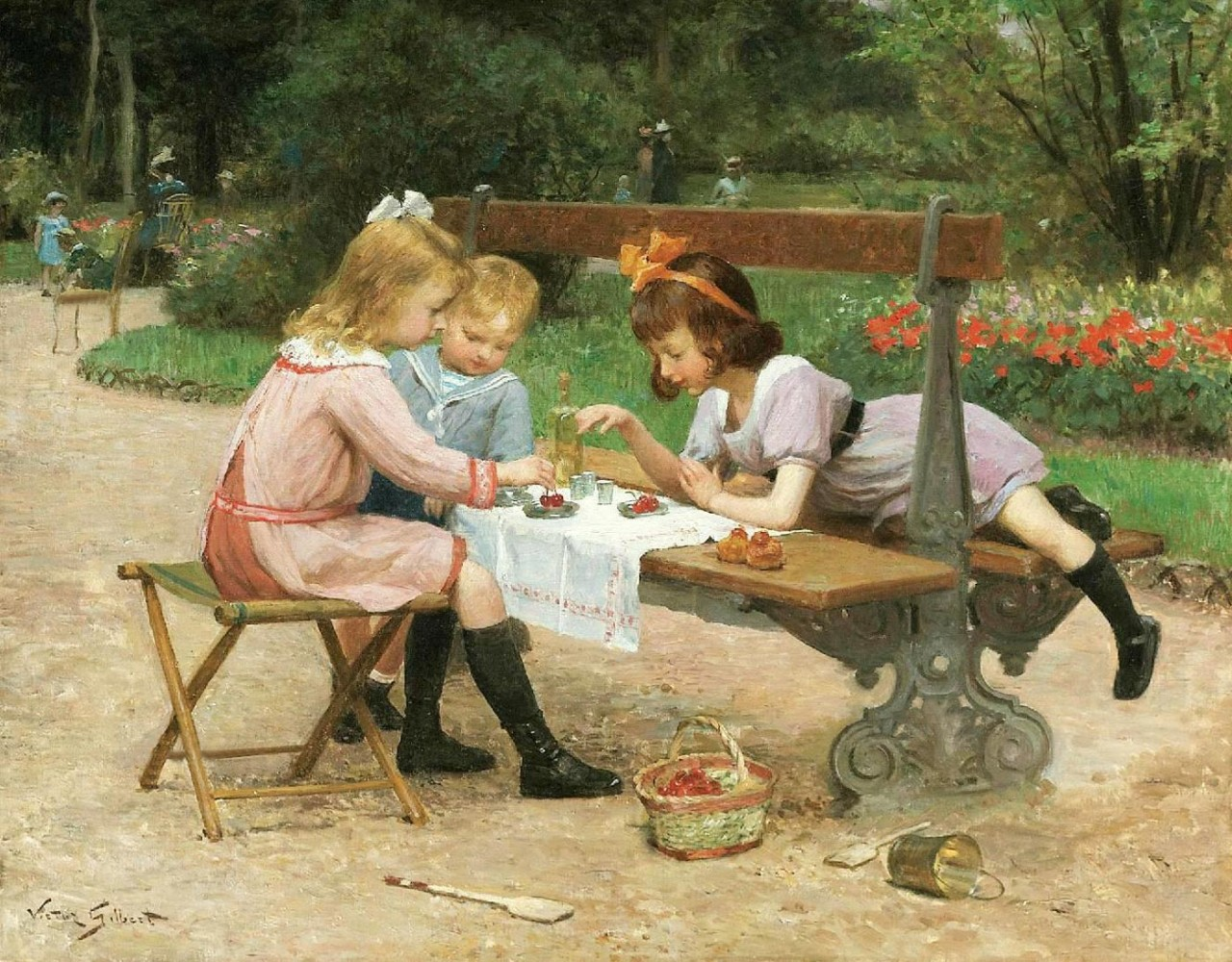
公園での軽食
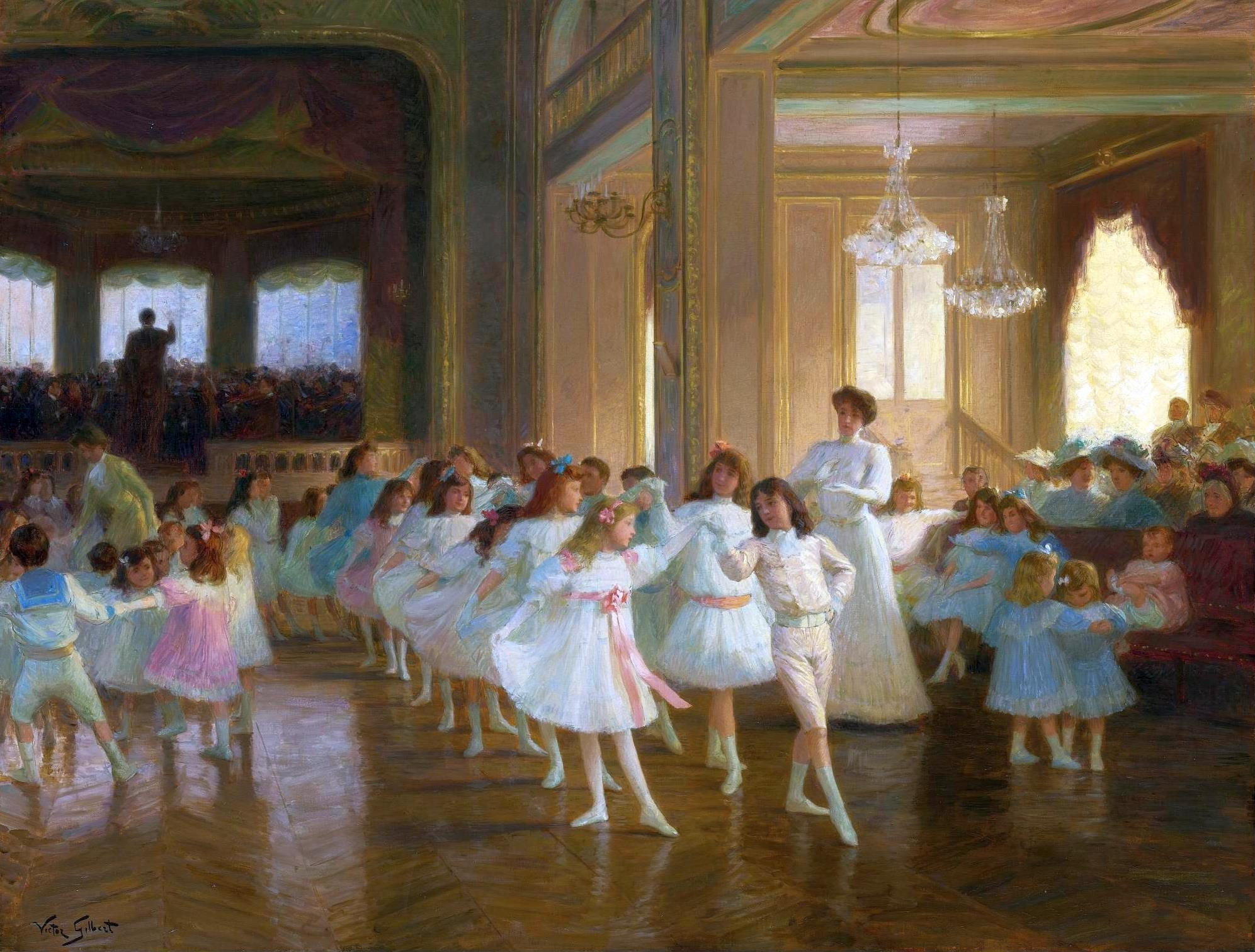
ダンス発表会

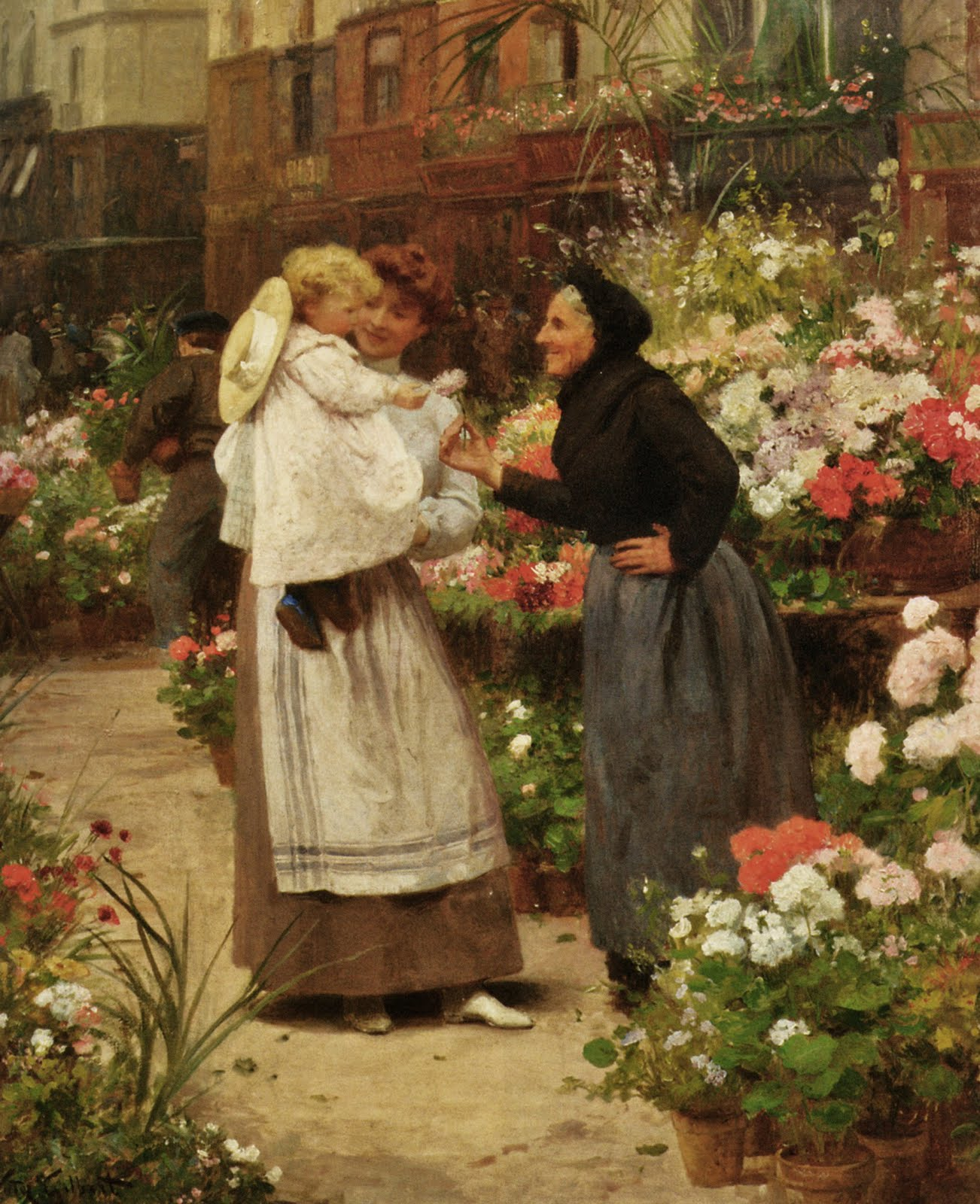
子供に花を上げる
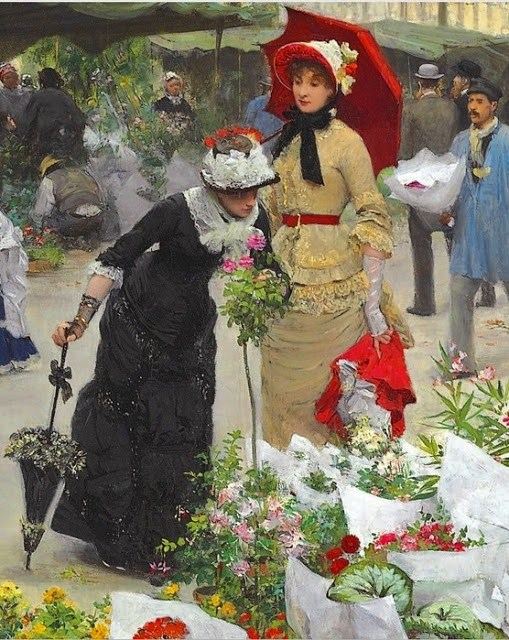
花市場
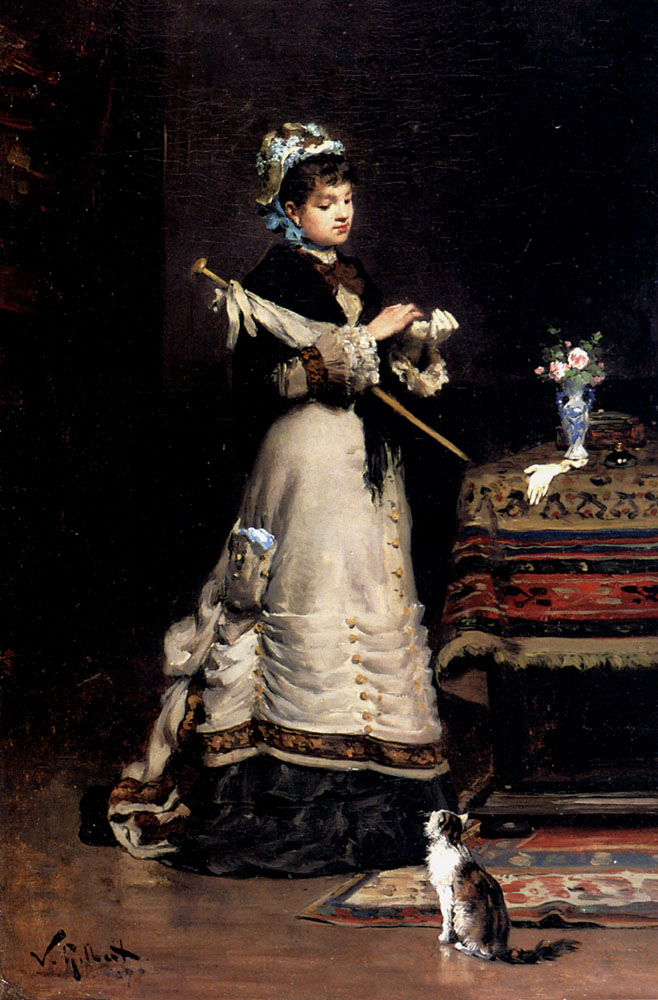
お出かけの後
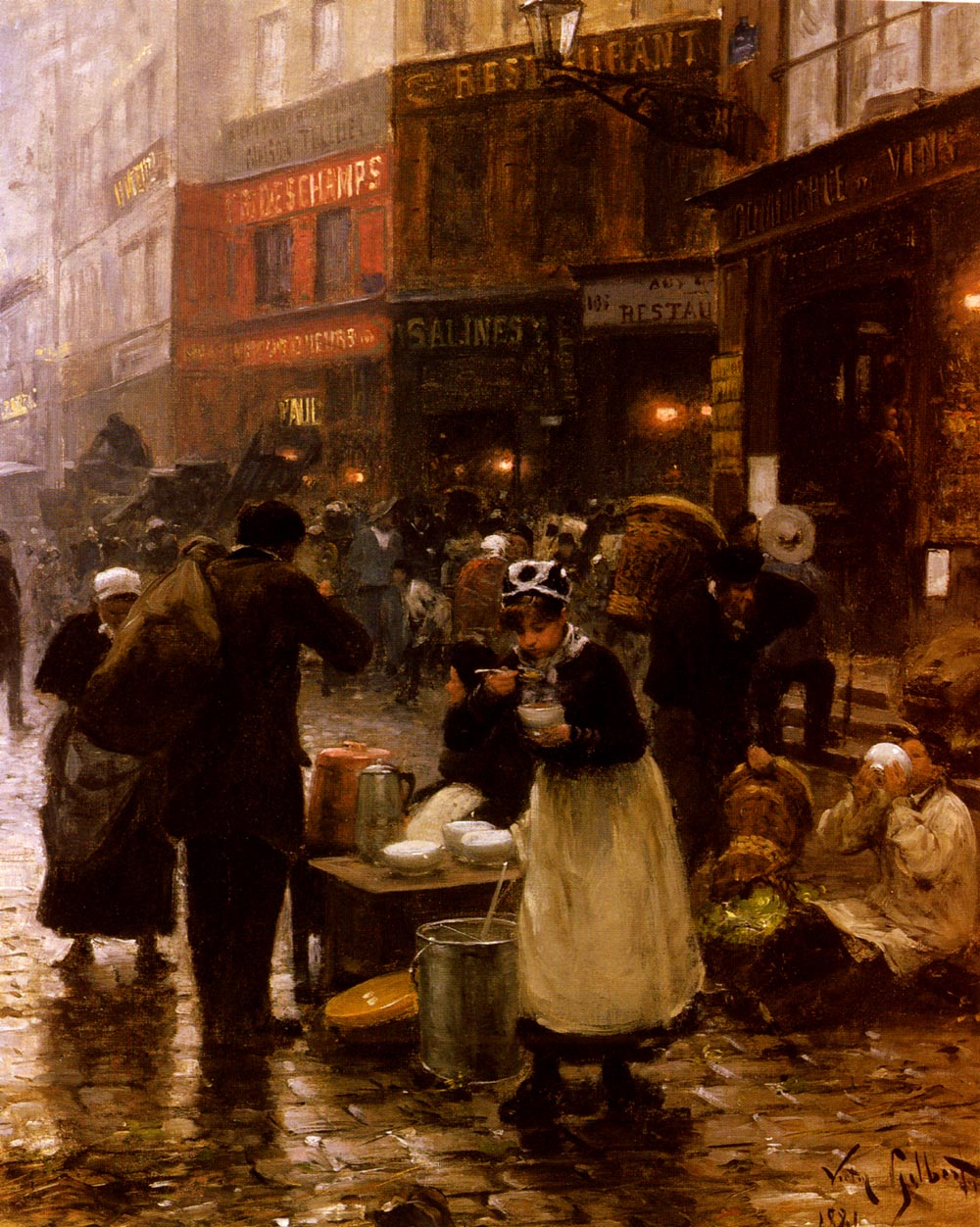
市場